# カリーノ (プライズゲーム機)
カリーノは、株式会社エスプランが販売する、プライズゲームに分類されるアーケードゲーム機である。

## 概要
一般的なクレーンゲームと同様、プレイヤーがクレーンを操り、景品を獲得するゲームである。お宝ホール・カリーノホールプラス・カリーノステーションを除くカリーノのシリーズ機の場合、操作には2つの押しボタンを使用する。
1. 景品ダクト上に位置しているクレーンを、第1ボタンで左右いずれかに移動させる。移動中は限界点に到達する以前であれば動き続け、ボタンを離すと停止、再度押してもそれ以上は動かない。
2. クレーンを、第2ボタンで奥方向に移動させる。クレーンはボタンを離すか限界点に達するまでは動き続ける。
3. 以降は自動的に、アームを開く→クレーンを降ろす→アームを閉じる→クレーンを上げる→クレーンをダクト上に移動する→アームを開く→アームを閉じる、という動作が行われ、初期状態に戻る。

この機種は景品取得の確率を設定できる。確率設定金額に達していない場合は、クレーンをダクト上に移動する途中でアームを緩めて景品を途中で落とす設定も可能。カリーノ1と2は最大設定が10000回でそれ以外は最大設定は1000回。
エスプラン製クレーンゲーム機は部品も含め全て日本国内生産である。

## 主なシリーズ機

### 通常タイプ
カリーノ1
初代機種。
カリーノ2
カリーノ1の後継。
お宝ホール（カリーノホール）
カリーノとは違い、3本アームではなく棒となっている。棒がフィールド内のボタンを押す動作が行われると、押されたボタンの番号のドアが開き、景品を獲得できる。
コッコロ
フィールドが大型化した他、3種類のツメが標準で付属している。駆動ユニットはベルト式リニア駆動とすることで、メンテナンス性が上がった。この機種以降はどれもこの機種と同じBGMが使用される。
カリーノ3
カリーノ2の後継。大型景品用BOX、ディスプレイ用受皿、防犯用衝撃センサーなどのオプションも充実している。また、景品取り出し口の位置が変わった。
カリーノホールプラス
お宝ホールの後継機種。フィールドを高くすることでボタンを狙いやすくなった。
カリーノオート
獲得したい景品を最初に選択できる。その後、中のカプセルをダクトに落とすと選択した景品のドアが開いて景品を獲得できる。
カリーノ4
カリーノ3の後継。
カリーノ5
2015年登場。カリーノ4の後継。デザインが一新され、白がベースになっている。別売のカリーノステーションと連結することで、クレーンゲームで景品が獲得できなくてもそこから景品が獲得できる。なお、この機種の情報はメーカー公式サイトに掲載されていない。
カリーノSP
2016年登場。カリーノシリーズの最終版である。ルーレット機能によりゲーム性が上がったほか、照明をLEDとすることで明るさが上がり、消費電力が削減した。
カリーノ7
カリーノ7はカリーノspの後継で電気代節約などが期待されている。1000円札対応

### 大型タイプ
ワンダートリニティ
高低差を付けた3段階のフィールドとなっている。500円硬貨に対応しているほか、コイン保留機能が付いた。BGMは他のカリーノシリーズ機種と異なる。
カリーノワイド
カリーノ2台分 なお、この機種の情報はメーカー公式サイトに掲載されていない。

#### 小型タイプ
カリーノミニ
小型機種。ダクトが奥にあるため、前面フィールドが可能。
カリーノミニV2
カリーノミニの後継。カリーノミニとはダクトの位置が異なる。各種設定がデジタル化した。
カリーノミニエース
　  カリーノミニV2の後継。横移動・縦移動がボタン1つで可能になった。LEDを多用し、存在感も高くなった。
しゃべクレーン
　  カリーノミニエースの後継。この機種でも横移動・縦移動がボタン1つで可能である。
　  標準語・博多弁・関西弁を喋ることが可能。
　  BGM・効果音等は変更されていない。

### その他
カリーノステーション
プライズベンダー。硬貨を入れるとカプセルが払い出される。また、当たるともう一個払い出されるルーレットゲームも搭載できる。
2016年6月に、プライズゲームとして登場横に流れるランプを「あたり」というランプに止め、1番上の当たりの場所にランプを止めるとカプセルが払い出される。
ただし、上に行くにつれ、ランプの流れが速くなっていき、難易度が高くなる。また、途中の列で失敗しても、制限時間内にクレジットを入れたらその場所から再挑戦できる。